# Sergey Sergeyevich Prokofyev
Sergei Sergeyevich Prokofiev (/prəˈkɒfiɛv/; tiếng Nga: Сергей Сергеевич Прокофьевв, chuyển tự: Sergej Sergeevič Prokof'ev;; 1891-1953) là nhà soạn nhạc, nghệ sĩ piano, nghệ sĩ violin và nhạc trưởng người Nga và Liên Xô. Ông là một trong những người thúc đẩy những trào lưu mới của âm nhạc hiện đại và là một trong những nhà soạn nhạc lớn nhất của thế kỷ 20.
Các tác phẩm lớn của ông bao gồm vở opera Tình yêu cho ba trái cam (nguyên gốc tiếng Pháp: L'amour des trois oranges), nhạc phim Lieutenant Kijé, vở balê Romeo and Juliet, và Pêchia và con sói (nguyên gốc tiếng Nga: Петя и волк). Các tác phẩm đã hoàn thiện của ông gồm 5 vở opera, 7 symphony, 8 vở balê, năm concerto cho piano, hai concerto cho violin, một concerto cho cello, và 9 sonata cho piano.

## Cuộc đời và sự nghiệp
Sinh ngày 23 tháng 4 năm 1891 tại Sontsovka, Ukraina, Prokofiev khi mới lên 3 tuổi đã học đàn với mẹ. Cậu bé Prokofiev còn được bà khuyến khích sáng tác. Năm 9 tuổi, cậu bé đã viết một vở opera. Đây là một điều hiếm thấy vì ngay cả Mozart, một trong những thần đồng âm nhạc xuất sắc nhất của nhân loại, cũng phải đến khi 13 tuổi mới có vở opera đầu tay. Tính đến khi 14 tuổi Prokofiev đã có trong tay 4 vở opera (một vở dành cho piano (điều ít khi có ở opera), một vở khác lại có phần overture chiếm tới một nửa tác phẩm). Ngoài ra, ở cái tuổi đó, nhà soạn nhạc xuất sắc trong tương lai đã sáng tác được một bản giao hưởng, một bản sonata cho piano và một tổ khúc giao hưởng. Khi mới nhỏ tuổi, Prokofiev học nhạc tư với nhà soạn nhạc người Nga Glière. Đến khi 13 tuổi, Prokofiev vào Nhạc viện Sankt Peterburg. Trong ngôi trường đó, ông học nhạc với Lyadov (sáng tác), A. Winkler (piano) và Rimsky-Korsakov (phối dàn nhạc). Tiếp theo ông môn piano với Anna Essipova và chỉ huy dàn nhạc với Tcherepnin. Năm 1909, Sergei Prokofiev tốt nghiệp môn sáng tác. 5 năm sau, ông tốt nghiệp môn piano. Trong khoảng thời gian làm sinh viên, Prokofiev sáng tác các tác phẩm như hai bản sonata và hai bản concerto, tất cả đều bị giới phê bình âm nhạc chê trách rất nặng nề. Chính vì vậy, những buổi công diễn của ông tuy thu hút nhiều người nghe nhưng không phải vì giá trị của tác phẩm mà ở tài biểu diễn tuyệt vời của ông. Năm 1916, Prokofiev chỉ huy dàn nhạc biểu diễn tác phẩm Tổ khúc Scythe. Thật đáng tiếc một lần nữa ông lại gặp rắc rối với tác phẩm của mình vì sau buổi chỉ huy dàn nhạc ấy là một vụ bê bối rất ồn ã. Năm 1917, nhà soạn nhạc người Nga viết bản Giao hưởng số 1 (hay còn gọi là Giao hưởng Cổ điển). Đó là một phong cách được tái hiện ở thế kỷ XX, phong cách của Joseph Haydn. Sau lần trình diễn ấy tại Petrograd, măn 1918, Sergei Prokofiev bước chân sang mảnh đất cờ hoa-Mỹ, biều diễn piano giới thiệu các tác phẩm của mình. Sống ở Mỹ được một thời gian, nhà soạn nhạc Nga lại trở về bờ bên kia Đại Tây Dương, lấy Paris làm nơi cư trú. Ông biểu diễn ở các nước Âu-Mỹ trong vòng 1918-1933 với cây đàn piano. Tuy bận biểu diễn nhưng ông vẫn dành thời gian sáng tác. Sau vài lần về thăm đất nước, năm 1933, Prokofiev ở hẳn Tổ quốc. Tác phẩm lớn đầu tiên thuộc thời kỳ này là vở opera Romeo và Juliet. Ngoài ra các tác phẩm trước [[chiến tranh vệ quốc chống phát xít]] gồm ba bản sonata sô 6, 7, 8; bản concerto số 2 cho violin, bản cantata Alexander Nevsky trong âm nhạc viết cho phim cùng tên của S. Eisenstein, câu chuyện giao hưởng Peter và chó sói, vở opera Semyon Kotko. Trong thời kỳ chiến tranh, ông sáng tác thêm vở opera Lễ cưới ở tu viện, vở ballet Cô lọ lem, âm nhạc cho phim Ivan hung bạo bản giao hưởng số 5,... Sau thời chiến, ông sống và làm việc tại Moskva sáng tác những tác phẩm cuối cùng trong đời: vở ballet Câu chuyện bông hoa đá, oratorio Bảo vệ hòa bình, giao hưởng số 6 và số 7, vở opera Chiến tranh và hòa bình dựa theo tiểu thuyết cùng tên của Lev Tolstoy.
Ông qua đời ngày 5 tháng 3 năm 1953 tại Moskva.

## Phong cách sáng tác
Sergei Prokofiev đã viết nên thứ âm nhạc có những tư duy về giai điệu rất chân thức, bút pháp sáng sủa, tính chất năng động và độc đáo. Cũng như nhiều nhà soạn nhạc khác, Prokofiev không có sự nghiệp âm nhạc có một phong cách âm nhạc duy nhất. Khi ở Mỹ, ông viết những nốt nhạc của một phong cách tân cổ điển rất riêng, ở Paris lại là phong cách đa điệu tính độc đáo, còn khi trở về quê nhà thì âm nhạc của Prokofiev lại toát lên những nét giản di, cao cả. Âm nhạc của ông không bao giờ có cụm từ "dễ dài và tầm thường" mà chỉ có hai từ "xúc cảm". Âm nhạc này khiến rất nhiều người nghe có thể tiếp cận một cách trực tiếp. Đó là tính chất tập thể và toàn cầu độc đáo.

## Các tác phẩm
Sergei Proikofiev đã sáng tác 8 vở opera, nổi bật có Người chơi bài (1929), Tình yêu với ba quả cam (1921), Thiên thần lửa (1955), Chiến tranh và hòa bình (1955); 7 vở ballet, đáng chú ý có Anh hề (1921), Bước chân thép (1927), Đứa con hoang toàng (1929), Romeo và Juliet (1938); nhạc sân khấu và nhạc phim gồm có Alexander Nevsky, Ivan hung bạo; những tác phẩm hợp xướng lớn, có thể kể tới cantata Alexander Nevsky (dựa theo nhạc ohim), oratorio Bảo vệ hòa bình; bảy bản giao hưởng; các bản tổ khúc giao hưởng; năm bản concerto cho piano, hai bản cho violin, hai bản cho cello; hai bản tứ tấu đàn dây; hai bản sonata cho violin và piano; 11 bản sonata độc tấu cho piano và nhiều tiểu phẩm âm nhạc dành cho nhạc cụ này.

## Sách tham khảo

### Tự truyện và nhật ký
- Prokofiev, Sergei (1979). David H. Appel (biên tập). Prokofiev by Prokofiev: A Composer's Memoir. Guy Daniels (translator). New York: Doubleday & Co. ISBN 0-385-09960-6.
- Prokofiev, Sergei (1991). Soviet Diary 1927 and Other Writings. London: Faber and Faber.
- Prokofiev, Sergei (2000) [1960]. S. Shlifstein (biên tập). Sergei Prokofiev: Autobiography, Articles, Reminiscences. Rose Prokofieva (translator). The Minerva Group, Inc. ISBN 0-89875-149-7.
- Prokofiev, Sergei (2006). Anthony Phillips (translator) (biên tập). Diaries 1907–1914: Prodigious Youth. London/Ithaca: Faber and Faber/Cornell University Press. ISBN 978-0-8014-4540-8. {{Chú thích sách}}: |editor= có tên chung (trợ giúp)
- Prokofiev, Sergei (2008). Anthony Phillips (translator) (biên tập). Diaries 1915–1923: Behind the Mask. London / Ithaca: Faber and Faber/Cornell University Press. ISBN 978-0-571-22630-6. {{Chú thích sách}}: |editor= có tên chung (trợ giúp)
- Prokofiev, Sergei (2012). Anthony Phillips (translator) (biên tập). Diaries 1924–1933: Prodigal Son. London/ Ithaca: Faber and Faber/Cornell University Press. ISBN 978-0-571-23405-9. {{Chú thích sách}}: |editor= có tên chung (trợ giúp)
- Prokofiev, Sergei (2002). Dnyevnik 1907–1933 (3 vols, in Russian). Paris. ISBN 2-9518138-0-5.{{Chú thích sách}}:  Quản lý CS1: địa điểm thiếu nhà xuất bản (liên kết) ISBN 2-9518138-1-3, ISBN 2-9518138-2-1
- BIBLIOGRAPHY Lưu trữ ngày 26 tháng 4 năm 2012 tại Wayback Machine

### Hồi ức, tiểu luận
- Sats, Natalia (1979). Sketches From My Life. Sergei Syrovatkin (translator). Moscow: Raduga Publishers. ISBN 5-05-001099-3.
- Shlifstein (ed.), Semyon (1956). Prokofiev: Autobiography, Articles, Reminiscences. Rose Prokofieva (translator). Moscow: Foreign Languages Publishing House. {{Chú thích sách}}: |last= có tên chung (trợ giúp)

### Hồi ký
- Dorigné, Michel (1994). Serge Prokofiev. Paris.{{Chú thích sách}}:  Quản lý CS1: địa điểm thiếu nhà xuất bản (liên kết)
- Jaffé, Daniel (1998). Sergey Prokofiev (ấn bản thứ 2008). London.{{Chú thích sách}}:  Quản lý CS1: địa điểm thiếu nhà xuất bản (liên kết)
- Morrison, Simon (2009). The People's Artist: Prokofiev's Soviet Years. Oxford.{{Chú thích sách}}:  Quản lý CS1: địa điểm thiếu nhà xuất bản (liên kết)
- Morrison, Simon (2013). The Love & Wars of Lina Prokofiev. London.{{Chú thích sách}}:  Quản lý CS1: địa điểm thiếu nhà xuất bản (liên kết)
- Nestyev, Israel (1946). Prokofiev, his Musical Life. New York.{{Chú thích sách}}:  Quản lý CS1: địa điểm thiếu nhà xuất bản (liên kết)
- Nestyev, Israel (1961). Prokofiev. Florence Jonas (translator). Stanford: Stanford University Press.
- Nice, David (2003). Prokofiev: From Russia to the West 1891–1935. London.{{Chú thích sách}}:  Quản lý CS1: địa điểm thiếu nhà xuất bản (liên kết)
- Rakhmanova, Marina Pavlovna, biên tập (1991).  Сергей Прокофьев: к 110-летию со дня рождения: письма, воспоминания, статьи [Sergei Prokofiev on the 110th anniversary of his birth: letters, reminiscences and articles] (bằng tiếng Nga). Moscow. ISBN 978-5-201-14607-8.{{Chú thích sách}}:  Quản lý CS1: địa điểm thiếu nhà xuất bản (liên kết)
- Samuel, Claude (1971). Prokofiev. London. ISBN 0-7145-0490-4.{{Chú thích sách}}:  Quản lý CS1: địa điểm thiếu nhà xuất bản (liên kết)
- Seroff, Victor (1968). Sergei Prokofiev: A Soviet Tragedy. New York.{{Chú thích sách}}:  Quản lý CS1: địa điểm thiếu nhà xuất bản (liên kết)
- Vishnevetskiy, Igor (2009). Sergei Prokofiev (bằng tiếng Nga). Moscow. ISBN 978-5-235-03212-5.{{Chú thích sách}}:  Quản lý CS1: địa điểm thiếu nhà xuất bản (liên kết)

### Các sách khác
- Ezrahi, Christina (2012). Swans of the Kremlin: Ballet and Power in Soviet Russia. Pittsburgh. ISBN 978-1-85273-158-8.{{Chú thích sách}}:  Quản lý CS1: địa điểm thiếu nhà xuất bản (liên kết)
- Tomoff, Kiril (2006). Creative Union: The Professional Organization of Soviet Composers, 1939–1953. Ithaca. ISBN 978-0-8014-4411-1.{{Chú thích sách}}:  Quản lý CS1: địa điểm thiếu nhà xuất bản (liên kết)

### Các bài viết trên từ điển
- Slonimsky, Nicolas (ed).The Concise Edition of Baker's Biographical Dictionary of Musicians, 8th ed. New York, Schirmer Books, 1993. ISBN 0-02-872416-X
- Taruskin, Richard. "Prokofiev, Sergei" in The New Grove Dictionary of Opera, ed. Stanley Sadie (London, 1992) ISBN 0-333-73432-7